# هاليزية ثنائية الأجنحة

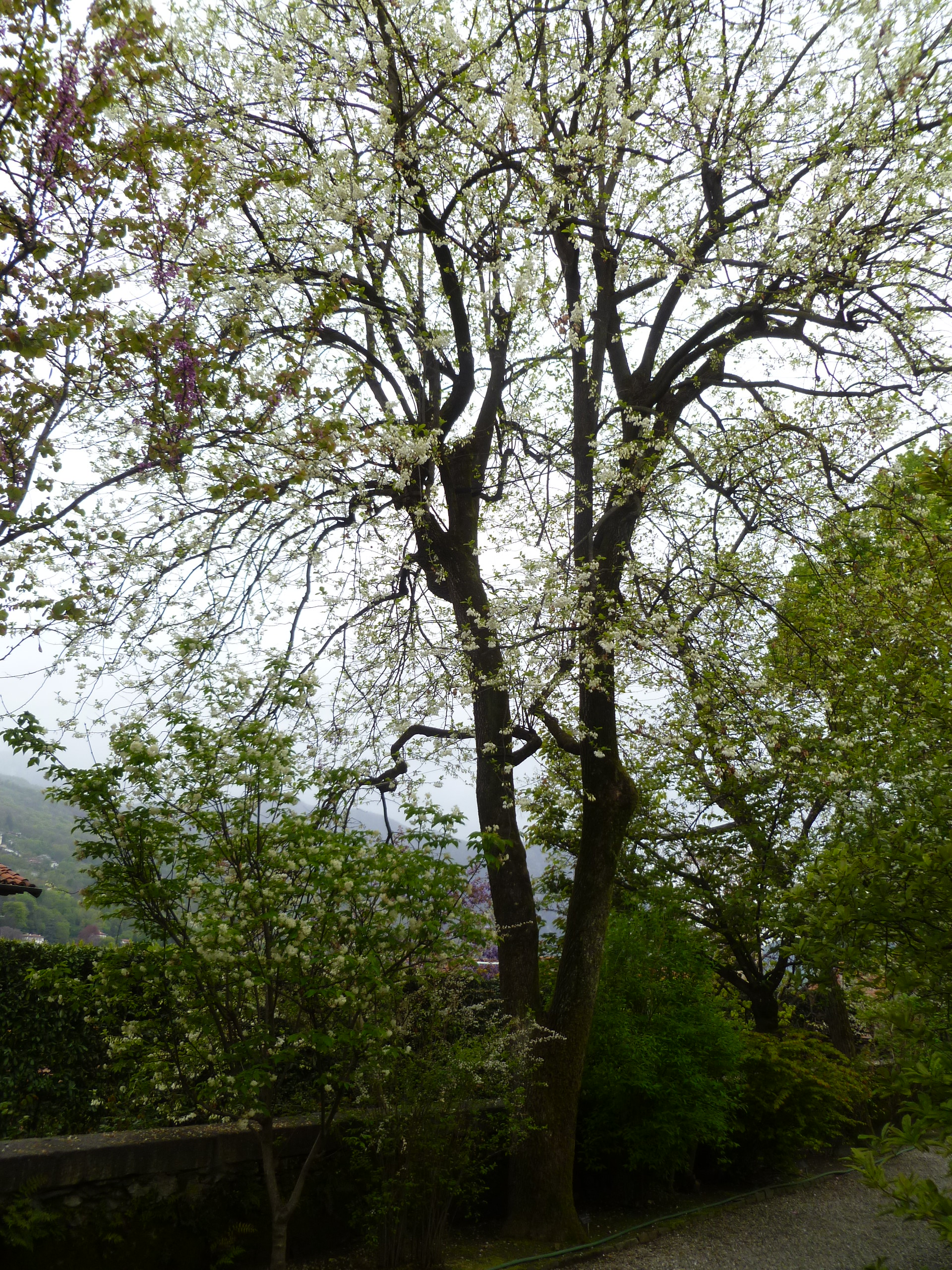

هاليزية ثنائية الأجنحة (الاسم العلمي:Halesia diptera) هي نوع من النباتات تتبع جنس الهاليزية من الفصيلة الإصطركية.